# Plan de los Rodríguez
Plan de los Rodríguez är en ort i Mexiko.   Den ligger i kommunen Lagos de Moreno och delstaten Jalisco, i den centrala delen av landet, 400 km nordväst om huvudstaden Mexico City. Plan de los Rodríguez ligger 1 871 meter över havet och antalet invånare är 909.
Terrängen runt Plan de los Rodríguez är huvudsakligen platt, men åt sydväst är den kuperad. Runt Plan de los Rodríguez är det ganska tätbefolkat, med 56 invånare per kvadratkilometer. Närmaste större samhälle är Lagos de Moreno, 3,9 km norr om Plan de los Rodríguez. I omgivningarna runt Plan de los Rodríguez växer huvudsakligen savannskog.